# Spinocosmarium quadridens
Spinocosmarium quadridens là một loài Song tinh tảo trong họ Desmidiaceae, thuộc chi Spinocosmarium.